# World Club Challenge 2002
El World Club Challenge de 2002 fue la décima edición del torneo de rugby league más importante de clubes a nivel mundial.

## Formato
Se enfrentan los campeones del año anterior de las dos ligas más importantes de rugby league del mundo, la National Rugby League y la Super League.

## Participantes
| Liga                       | Ganador           |
| -------------------------- | ----------------- |
| National Rugby League 2001 | Newcastle Knights |
| Super League VI            | Bradford Bulls    |

## Encuentro
| 1 de febrero de 2002 | Bradford Bulls | 41 - 26 | Newcastle Knights | Kirklees Stadium, Huddersfield  |  |
|                      |                |         |                   | Asistencia: 21 113 espectadores |  |

| Bandera de Inglaterra  |
| Campeón Bradford Bulls |
| Primer título          |